# Jean Nollet
Jean Nollet (* 1681 Launois-sur-Vence bei Charleville; † 17. November 1735) war ein französischer Orgelbauer.

## Leben
Nollet wurde in der Nähe von Charleville in den französischen Ardennen geboren. Er zog im Alter von 25 Jahren nach Luxemburg. Dort heiratete er Françoise Elisabeth, geborene de Couvy im Februar 1706 in der Kirche St-Michel in Luxemburg, wo er im Oktober des Jahres die Bürgerwürde erhielt. Er lebte in Stadtgrund, dem Handwerkerviertel der Stadt. Sein erster Sohn wurde 1708 in der dortigen St. Johanneskirche auf den Namen Henricus Franciscus getauft. Seine Arbeit führte ihn nach Deutschland, wo er mehrere Orgeln, unter anderem 1724 bis 1727 die im Dom zu Trier, errichtete. 1794 wurde diese Orgel beim Einmarsch der französischen Truppen zerstört.
Am 17. November 1735 verstarb er nach längerer Krankheit in der Pfarrei St. Michael in Luxemburg an der Schwindsucht. Sein Sohn Roman Benedikt Nollet und sein Enkelsohn Johann Bernhard Nollet führten den Betrieb später weiter.

## Werke (Auswahl)
Nachgewiesene Arbeiten und als gesichert geltende Zuschreiben:
| Jahr      | Ort                  | Gebäude                         | Bild | Manuale | Register | Bemerkungen                                                                           |
| --------- | -------------------- | ------------------------------- | ---- | ------- | -------- | ------------------------------------------------------------------------------------- |
| 1705–1706 | Bastogne             | Rekollektinnen-Kloster          |      |         |          | später in Pfarrkirche umgesetzt                                                       |
| 1705–1709 | Diekirch             | Franziskanerkirche              |      |         |          | Prospekt in Medernach erhalten (Foto)                                                 |
| um 1710   | Luxemburg-Stadtgrund | St.-Johannes-Kirche             |      |         |          | Prospekt und einige Register erhalten                                                 |
| um 1711   | Trier                | St. Martin                      |      |         |          | nicht erhalten                                                                        |
| um 1713   | Marienthal           | Kloster Marienthal              |      |         |          | nicht erhalten                                                                        |
| 1720–1730 | Oudrenne             | Sainte-Marguerite               |      |         |          |                                                                                       |
| vor 1724  | Mettlach             | Benediktinerabtei               |      |         |          |                                                                                       |
| um 1724   | Trier                | St. Afra                        |      |         |          | Prospekt in Weidingen erhalten (Foto)                                                 |
| 1724      | Eibingen             | St. Hildegard                   |      |         |          |                                                                                       |
| 1724–1725 | Koblenz              | Jesuitenkirche                  |      |         |          | nicht erhalten                                                                        |
| 1724–1727 | Trier                | Trierer Dom                     |      | III/p   | 35       | nicht erhalten                                                                        |
| 1727–1728 | Köln                 | Minoritenkirche                 |      | II/P    | 33       | nicht erhalten                                                                        |
| 1729–1730 | Trier                | St. Simeon                      |      |         |          | Zuschreibung; 1803 nach Metz, Notre-Dame de l’Assomption umgesetzt; Prospekt erhalten |
| 1730      | Tholey               | Benediktinerabtei St. Mauritius |      | II/P    | 32       | 1736 von Roman Benedikt Nollet vollendet; Gehäuse erhalten                            |
| 1732–1733 | St. Wendel           | Wendalinusbasilika              |      | II/P    | 20       | Umbau; nicht erhalten                                                                 |